# Orfanotrofos
Orfanotrofos (en griego: ὀρφανοτρόφος) u orphanotrophos era un título bizantino para el curador de un orfanato (ὀρφανοτροφεῖον, orphanotropheion). El puesto de director del orfanato más importante, el orfanato imperial en Constantinopla, establecido en el siglo IV y que duró hasta el siglo XIII, finalmente se convirtió en un oficio de particular importancia, y se clasificó entre los ministros principales del estado bizantino.

## Historia
En el espíritu de la filantropía cristiana, el mundo bizantino mostró especial cuidado hacia los miembros más débiles de la sociedad, incluidas las viudas, los huérfanos, los enfermos o los ancianos. Los huérfanos fueron adoptados por padres adoptivos o fueron protegidos en monasterios u orfanatos, siendo estos últimos a menudo dirigidos por monasterios.
En Constantinopla, la capital bizantina, había un orfanato particularmente grande en la esquina noreste de la ciudad, en el sitio de la antigua acrópolis de Bizancio, el cual quedó finalmente bajo el patrocinio imperial. Según la Patria de Constantinopla, remontó sus antecedentes a una serie de establecimientos caritativos fundados en el reinado de Constancio II (r. 337–361) por el patricio y protovestiario Zotikos, siendo este último canonizado por la Iglesia. Según una novela escrita en 469 por el Emperador León I el Tracio, Zotikos fue el primero en llevar el título de orfanotrofos. En el siglo V, se sabe que el sacerdote Nikon y Acacius, quien más tarde pasó a ser el Patriarca de Constantinopla (472–488), fueron sucesivamente orphanotrophoi en la capital, mientras que otro futuro patriarca, Euphemius de Constantinopla (489–495) ocupó el cargo en la ciudad provincial de Neapolis.

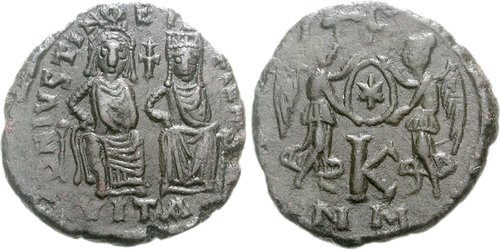
Moneda de veinte numos mostrando a Justino II y Sophia entronizados.

La legislación de Justiniano I (r. 527–565) a menudo menciona los orfanatos y el oficio de orfanotrofos, pero no fue hasta el reinado de su sucesor Justino II (r. 565–578) que la institución en la capital adquirió sus características definidas: Justino y su esposa Sofía, con la ayuda de un protovestiarios también llamado Zotikos, construyeron un orfanato cerca la Iglesia de San Pablo (o SS. Pedro y Pablo según Teófanes el Confesor) —probablemente la iglesia del mismo nombre cerca de la Puerta de Eugenios en el malecón del Cuerno de Oro mencionado por Nicéforo Grégoras— y restauró los cimientos del primer Zotikos, que posiblemente se convirtió en un leprosario. Justino legó un estipendio anual de 443 nomismas al orfanato e hizo inalterable sus posesiones. Probablemente fue entonces cuando el orfanotrofos de la capital comenzó a ser designado por los emperadores.  Como resultado, mientras que en las provincias, el cargo de orfanotrofos seguía siendo ocupado por clérigos, en la capital, pronto se convirtió en una oficina formal y estaba en manos de miembros de la jerarquía administrativa secular.
En los siglos IX y XI, el papel del orfanotrofos parece haberse limitado al orfanato imperial en la capital, mientras que las fundaciones caritativas provinciales estaban bajo la supervisión de otros dos funcionarios, los chartoularios tou sakelliou y el megas kourator. El orfanotrofos era responsable de sus pupilos y administrar de su fortuna hasta los 20 años, a menos que se casaran antes; a estos se le prohibió vender las posesiones de sus pupilos, salvo bajo una autorización especial; y en caso de mala administración, este era amenable ante el Eparch de la ciudad.  Según la De ceremoniis del siglo X, el orfanotrofos tenía los siguientes funcionarios subordinados:
- Los secretarios de la casa (χαρτουλάριοι τοῦ οἴκου, chartoularioi tou oikou), probablemente administrando el nuevo orfanato fundado por Justino II y Sophia.
- Los secretarios de lo santo (χαρτουλάριοι τοῦ ὁσίου, chartoularioi tou hosiou), probablemente a cargo del orfanato original fundado por Zotikos.
- Un tesorero (ἀρκάριος, arkarios), siendo un puesto aparentemente común para ambos establecimientos.
- Un número de curadores (κουράτωρες, kouratores) con funciones no especificadas, quizás administrando instituciones afiliadas.

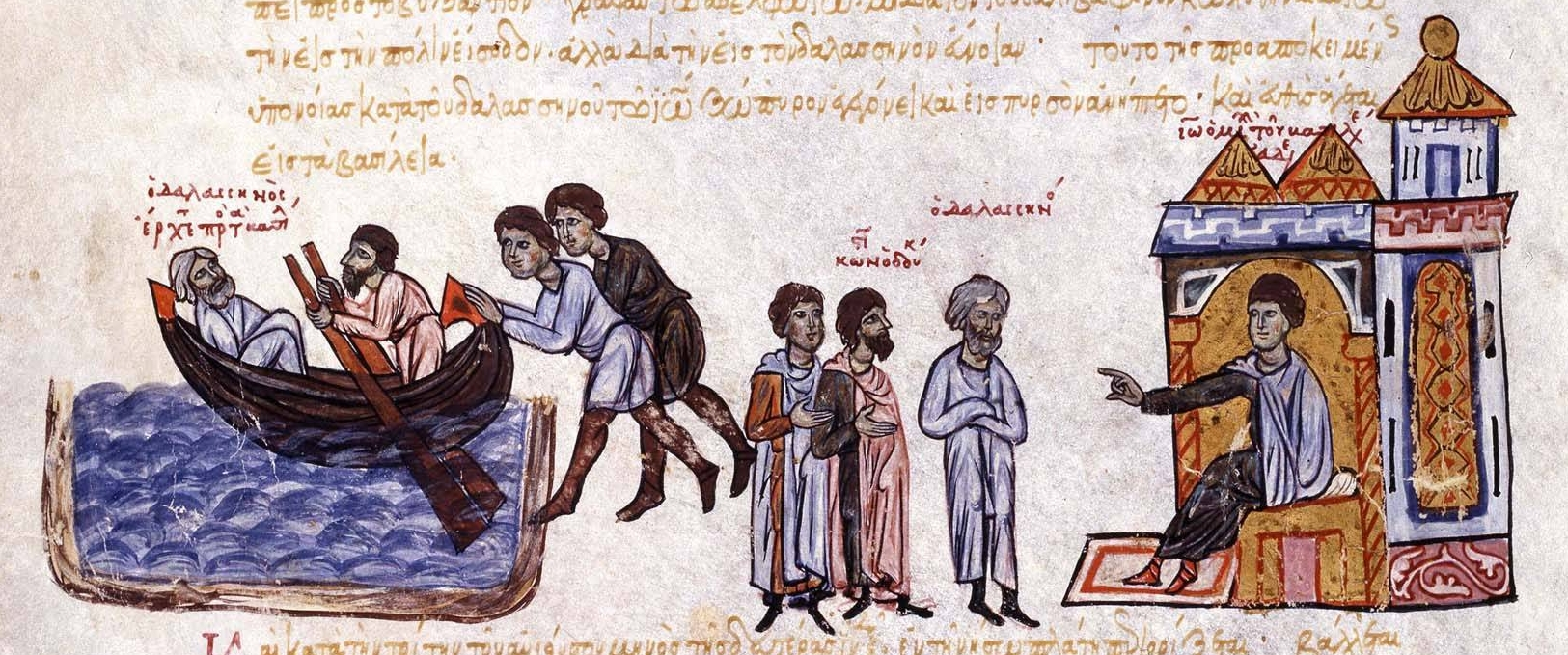
Juan el Orfanotrofos (sentado, a la derecha), exilia al general Constantine Dalassenos. Miniatura de los Madrid Skylitzes.

En el Taktikon Uspensky de c. 843, el orphanotrophos tiene el rango exaltado de patricios y ocupa el puesto 37 en precedencia, inmediatamente después del chartoularios tou vestiariou, mientras que en el Kletorologion de 899 ocupa el lugar 56 entre las dignidades conferidas por decreto, después del epi ton deeseon.  El De ceremoniis describe el papel del orphanotrophos en ciertas ceremonias imperiales, a menudo junto con sus pupilos, que fueron conducidos a la presencia del Emperador, realizando cánticos y recibiendo regalos de él.  Los rangos de la corte conferidos a los orphanotrophos  en los siglos IX y XI eran los de anthypatos, patrikios y protospatharios; Sin embargo, esto estaba restringido a los titulares seculares de la oficina, ya que, por regla general, los eclesiásticos no tenían rango de corte. Sin embargo, varios titulares de la oficina la combinaron con otras oficinas administrativas seculares. Siendo el caso más particular, el eunuco Juan el Orfanotropos se levantó para convertirse en el regente virtual del Imperio en el reinado tardío de Romano III Argyros (r. 1028-1034), antes de criar a su hermano Miguel IV (r. 1034-1041) y su sobrino Miguel V (r. 1041-1042) para el trono. Juan fue nombrado orfanotrofos ya bajo Romano III, y después de convertirse en monje poco después, se despojó de sus otros títulos seculares y mantuvo solo el primero, por el cual es conocido históricamente.

El orfanato imperial fue restaurado después de ser dañado por los terremotos en el reinado tardío de Romanos III, pero una vez más cayó en mal estado hasta la época de Alejo I Comneno (r. 1081-1118), cuyas múltiples actividades caritativas incluyeron su restauración y la fundación de un verdadero municipio de instituciones de caridad para ciegos, cojos y lisiados, o ancianos. Alejo dotó a la institución de considerables ingresos, y fundó una escuela donde los huérfanos podían recibir una matrícula gratuita. El hijo y sucesor de Alejo, Juan II Comneno (1118-1143), lo amplió aún más. Durante el período del Imperio latino, su destino fue desconocido, pero es probable que, como la mayoría de los edificios públicos bizantinos, se haya deteriorado con el tiempo. Como parte de su reconstrucción a gran escala después de la reconquista de la ciudad en 1261, el emperador Miguel VIII Paleólogo (r. 1259-1282) erigió una escuela "sobre la base del antiguo orphanotropheion", probablemente indicando que había dejado de funcionar durante algún tiempo.
A pesar de la disolución del orfanato imperial, la oficina del orfanotrofos sobrevivió en el período de Palaiologan en su capacidad fiscal. Ya en el Kletorologion, el orfanotrofos se clasificó entre los secretarios fiscales, el sekretikoi (ocupando el 11º lugar entre ellos), y aparentemente sucedió a un funcionario fiscal anterior, el "kourator del Mangana", en sus funciones. A principios del siglo XIV, Manuel Files todavía lo llamaba "el tesorero de los medios imperiales", pero el Libro de Oficinas de pseudo-Kodinos de mediados del siglo XIV registra que la oficina, aunque aún ocupaba el lugar 56 en la jerarquía del palacio, ya no tenía una función particular.  Según Kodinos, su vestido de corte consistía en un kabbadion largo de seda, y un sombrero skaranikon con cúpula cubierta de terciopelo rojo y coronado por una pequeña borla roja.

## Lista deorphanotrophoiconocidos
| Nombre                   | Permanencia                                 | Notas | Refs   |
| ------------------------ | ------------------------------------------- | --- | ------ |
| Zotikos                  | Bajo Constancio II (r. 337–361)             | Primer titular del título y fundador del orfanato homónimo, ejecutado por Constancio II. | [ 13 ] |
| Nikon                    | Bajo Leo I (r. 457–474)                     | Sacerdote, predecesor de Acacius. | [ 13 ] |
| Acacius                  | Bajo León I (r. 457–474), antes del año 472 | Sucesor de Nikon. Ocupó el cargo antes de su ascenso al patriarcado en marzo del año 472. | [ 6 ]  |
| Euphemius                | Antes de 489                                | Fue sacerdote y orfanotrofos en Neapolis antes de su ascenso al patriarcado en la primavera de 489. | [ 20 ] |
| George                   | c. 869–870                                  | Diácono y orfanotrofos (no está claro si en Constantinopla o en las provincias), atestiguado en el Cuarto Concilio de Constantinopla. Destinatario de una carta de Photios. | [ 20 ] |
| Leo                      | siglo IX temprano                           | Patrikios y orphanotrophos, destinatario de una letra de Teodoro Estudita. | [ 20 ] |
| Nikephoros               | siglo IX tardío /siglo X temprano           | Obispo de Nicaea, atestiguado como orphanotrophos en la Vita Ignatii. | [ 20 ] |
| Paul                     | Bajo Romano I Lekapenos (r. 920–944)        | Amigo y co-conspirador de los magistros Stephen y Theophanes Teichiotes contra el emperador. Tras el descubrimiento de la trama, fue amonestado y desterrado a Antígona. | [ 21 ] |
| Demetrios                | c. 942                                      | Kouboukleisios de la catedral de Thessalonica y orphanotrophos de la diócesis local, firmante en un acto de mayo 942. | [ 20 ] |
| John                     | siglo X tardío                              | Juez civil (krites) del Thema Armeniaco, destinatario de dos letras de Nicéforo Urano. | [ 20 ] |
| Melias                   | c. 1030                                     | Patrikios y orphanotrophos, signatario en un acto sinodal de 1030. | [ 22 ] |
| John el Orfanotrofos     | c. 1034–1041                                | Jefe de los sirvientes del palacio eunuco como praipositos, se convirtió en orfanotrofos a finales del reinado de Romanos III. Después de la muerte de este último, elevó a su hermano Miguel IV al trono y fue el gobernante de facto del Imperio durante todo su reinado. Después de la muerte de Miguel IV, elevó a su sobrino Miguel V al trono, pero poco después fue depuesto y desterrado. Fue asesinado por orden de Constantino IX Monomachos (r. 1042-1055) en mayo. | [ 16 ] |
| Alexios Aristenos        | Antes de 1157                               | Aristenos siguió una carrera judicial eclesiástica y secular mixta y ocupó varios cargos, entre ellos el de orfanotrofos. Fue el escritor de un tratado sobre derecho canónico. | [ 23 ] |
| Kandidos                 | c. 1162                                     | Un monje, mencionado en una nota de John Kontostephanos, el gobernador de Tesalónica en noviembre de 1162. | [ 23 ] |
| Michael Hagiotheodorites | Antes de 1166 – después de 1170             | Atestiguado como orfanotrofos y logothetes tou dromou en los actos de los sínodos en 1166 y 1170. También ocupó otros cargos judiciales de alto rango y fue el destinatario de varios de los eruditos y figuras notables de la época. | [ 24 ] |
| John Belissariotes       | siglo XII tardío /siglo XIII temprano       | Un alto funcionario que ocupó los puestos de orfanotrofos, logothetes ton sekreton, megas logariastes y protasekretis. | [ 25 ] |
| Edessenos                | c. 1246                                     | Apographeus (jefe del censo y evaluación fiscal) del este de Macedonia. | [ 25 ] |
| Leon Bardales            | c. 1296–1300                                | Embajador, junto con su amigo Maximus Planoudes, de la República de Venecia en 1296. | [ 26 ] |
| Aidesenos                | siglo XIV                                   | Compositor de un sigillion en el Monasterio de Docheiariou . | [ 25 ] |
| Alexios                  | c. 1348                                     | Mencionado en los actos del Sínodo de Constantinopla de 1348, junto con su hermano, el stratopedarches Demetrios. | [ 25 ] |
| Kallistos                | c. 1391                                     | Sacerdote, mencionado en un texto del año 1391. | [ 27 ] |
| Tryphon Kedrenos         | c. 1316                                     | Sebastos y orfanotrofos, encargado de evaluar las propiedades del este de Macedonia en 1316. | [ 27 ] |
| Manuel Chageres          | siglo XIV                                   | Mencionado en un acto de 1369 para el monasterio de Zografou, pero posiblemente sirvió mucho antes, bajo Andrónico II Paleólogo (r. 1282-1328). | [ 27 ] |
| Constantino N.           | c. 1342                                     | Pansebastos sebastos, orphanotrophos y oikeios del emperador. | [ 27 ] |
| Michael Gemistos         | c. 1401                                     | Sacerdote, mencionado en una transacción de propiedad. | [ 28 ] |

También han sobrevivido varios sellos de titulares de la oficina que de otro modo no estarían identificados. Uno registra a Datos, "orfanotrofos y vestarches", mientras que los otros no pueden ser fechados. También sobreviven dos sellos de funcionarios subordinados, como es el de uno de los diáconos, Michael Tetrapolites, quien se desempeñó como secretario y funcionario del orfanato; y otro, fechado en el siglo XIII, de Niketas, obispo de Ionopolis y chartoularios del mega orphanotropheion ("gran orfanato").